# Frankrikes Grand Prix 1971
Frankrikes Grand Prix 1971 var det femte av elva lopp ingående i formel 1-VM 1971.  Detta var det första grand prix-loppet som kördes på Paul Ricard-banan. 

## Resultat
1. Jackie Stewart, Tyrrell-Ford, 9 poäng
2. François Cévert, Tyrrell-Ford, 6
3. Emerson Fittipaldi, Lotus-Ford, 4
4. Jo Siffert, BRM, 3
5. Chris Amon, Matra, 2
6. Reine Wisell, Lotus-Ford, 1
7. Jean-Pierre Beltoise, Matra
8. John Surtees, Surtees-Ford
9. Peter Gethin, McLaren-Ford
10. Howden Ganley, BRM
11. Rolf Stommelen, Surtees-Ford
12. Tim Schenken, Brabham-Ford (varv 50, oljetryck)
13. François Mazet, Siffert Racing Team (March-Ford)

### Förare som bröt loppet
- Max Jean, Williams (March-Ford) (varv 46, för få varv)
- Henri Pescarolo, Williams (March-Ford) (45, växellåda)
- Graham Hill, Brabham-Ford (34, oljerör)
- Andrea de Adamich, March-Alfa Romeo (31, motor)
- Pedro Rodríguez, BRM (27, tändning)
- Clay Regazzoni, Ferrari (20, olycka)
- Ronnie Peterson, March-Alfa Romeo (19, motor)
- Denny Hulme, McLaren-Ford (16, tändning)
- Jacky Ickx, Ferrari (4, motor)
- Alex Soler-Roig, March-Ford (4, bränslepump)

### Förare som ej startade
- Nanni Galli, March-Ford (Bilen kördes av Alex Soler-Roig)